# Реветь (приток Малого Инзера)
Реветь — река в России, протекает по Башкортостану, Челябинской области. Устье реки находится в 7 км по правому берегу реки Малый Инзер. Длина реки составляет 20 км.

## Данные водного реестра
По данным государственного водного реестра России относится к Камскому бассейновому округу, водохозяйственный участок реки — Сим от истока и до устья, речной подбассейн реки — Белая. Речной бассейн реки — Кама.
Код объекта в государственном водном реестре — 10010200612111100019706.